# Пам'ятки Новоодеського району
У Новоодеському районі Миколаївської області на обліку перебуває 1 пам'ятка архітектури, 35 — історії та 4 — монументального мистецтва (3 них 2 — Пам'ятники Горькому О. М.)

## Пам'ятки архітектури
| №п/п | Охоронний номер | Найменування пам'ятки                         | Адреса                        | Рік                         | Автор         | Фото |
| ---- | --------------- | --------------------------------------------- | ----------------------------- | --------------------------- | ------------- | ---- |
| 1.   |                 | Криниця                                       | Село Гур'ївка, вул. Набережна | XIX ст.                     | О. І. Тищенко |      |
| 2.   |                 | Церква                                        | Село Гур'ївка                 | кінець XIX , початок ХХ ст. | О. І. Тищенко |      |
| 3.   |                 | Залізничний міст                              | Село Піски                    | 1930                        | О. І. Тищенко |      |
| 4.   |                 | Міст на старій дорозі Єлисаветград — Миколаїв | Сер. XIX ст.                  | С. Кандибине                |               |      |

## Пам'ятки історії
| №п/п | Охоронний номер | Найменування пам'ятки | Адреса                                                 | Рік  | Автор                                                       | Фото |
| ---- | --------------- | --- | ------------------------------------------------------ | ---- | ----------------------------------------------------------- | ---- |
| 1.   | 1416            | Братська могила радянських воїнів (8 чоловік) та пам'ятний знак на честь воїнів-земляків, загиблих в роки ВВВ. | Село Антонівка, центр села, територія школи-інтернату. | 1978 |                                                             |      |
| 2.   | 1126            | Пам'ятний знак на честь воїнів-земляків, загиблих в роки ВВВ. | Село Артемівка, біля сільського клубу                  | 1972 |                                                             |      |
| 3.   | 514             | Братська могила радянських воїнів (32 чоловіки). | Село Баловне, біля школи                               | 1965 |                                                             |      |
| 4.   | 515             | Братська могила радянських воїнів (35 чоловік). | Село Бузьке, біля сільського клубу                     | 1965 |                                                             |      |
| 5.   | 516             | Братська могила радянських воїнів (35 чоловік) та пам'ятний знак на честь воїнів-земляків, загиблих в роки ВВВ. | Село Воронцівка, біля будинку культури                 | 1969 | ск. М. Ігнатьєв, арх. М. Павліченко                         |      |
| 6.   | 517             | Меморіальний комплекс: — Братська могила воїнів червоної армії (5 чоловік); — Братська могила радянських воїнів (14 чоловік); — Пам'ятний знак на честь воїнів-земляків, загиблих в роки ВВВ.                                  | Село Гур'ївка, біля сільської ради                     | 1966 |                                                             |      |
| 7.   | 1418            | Пам'ятник трудовій славі. | Село Гур'ївка, траса Миколаїв — Нова Одеса             | 1982 | ск. Ю. Макушин І. Макуши на, арх. А.Бондаренко, І.Кривенцов |      |
| 8.   | 519             | Братська могила радянських воїнів та пам'ятний знак на честь воїнів-земляків, загиблих в роки ВВВ. | Село Димівське, біля сільського клубу                  | 1965 |                                                             |      |
| 9.   | _               | Пам'ятний знак на місці загибелі Героя Радянського Союзу лейтенанта Амосова О. І. | Село Зайве, при в'їзді до села                         | 1987 |                                                             |      |
| 10.  | 1127            | Пам'ятний знак на честь воїнів-земляків, загиблих в роки ВВВ. | Село Зарічне, біля сільського клубу                    | 1965 |                                                             |      |
| 11.  | 522             | Братська могила радянських воїнів (80 чоловік). | Село Кандибине, біля сільської ради                    | 1965 | ск. М. Ігнатьєв, арх. М. Павліченко                         |      |
| 12.  | 520             | Братська могила радянських воїнів (71 чоловік) та пам'ятний знак на честь воїнів-земляків, загиблих в роки ВВВ. | Село Костянтинівка, біля школи                         | 1945 |                                                             |      |
| 13.  | 523             | Братська могила радянських воїнів (106 чоловік) | Село Криворіжжя, біля школи                            | 1945 |                                                             |      |
| 14.  | 525             | Братська могила радянських воїнів (близько 200 чоловік) та пам'ятний знак на честь воїнів-земляків, загиблих в роки ВВВ. | Село Михайлівка, біля школи                            | 1965 | ск. М. Ігнатьєв                                             |      |
| 15.  | 1133            | Братська могила радянських воїнів (29 чоловік). | Село Нова Інгулка, центр села                          | 1946 |                                                             |      |
| 16.  | 528             | Братська могила радянських воїнів (11 чоловік). | Село Новомиколаївка, східна околиця села               | 1945 |                                                             |      |
| 17.  | 1132            | Меморіальний комплекс — Братська могила учасників громадянської війни (3 чоловіки); — Братська могила радянських воїнів (24 чоловіки); — Пам'ятний знак на честь воїнів-земляків, загиблих в роки ВВВ.                         | Село Новопетрівське, біля церкви                       | 1967 |                                                             |      |
| 18.  | 530             | Братська могила радянських воїнів (4 чоловіки) та пам'ятний знак на честь воїнів-земляків, загиблих в роки ВВВ. | Село Новосафронівка, біля сільської ради               | 1953 |                                                             |      |
| 19.  | 529             | Братська могила радянських воїнів (кількість і прізвища не встановлено) та пам'ятний знак на честь воїнів-земляків, загиблих в роки ВВВ. м                                                                                     | Село Новошмідтівка                                     | 1955 |                                                             |      |
| 20.  | 526             | Братська могила радянських воїнів (33 чоловіки). | Село Підлісне, біля сільського клубу                   | 1955 |                                                             |      |
| 21.  | 1147            | Пам'ятник Герою Радянського Союзу старшині Донію З. О. | Село Підлісне, біля будинку культури                   | 1968 |                                                             |      |
| 22.  | 535             | Братська могила радянських воїнів (10 чоловік). | Село Піски, біля сільського клубу                      | 1946 |                                                             |      |
| 23.  | 538             | Братська могила радянських воїнів (100 чоловік). | Село Себине, біля сільського клубу.                    | 1965 |                                                             |      |
| 24.  | 1417            | Пам'ятний знак на честь воїнів-земляків, загиблих в роки ВВВ. | Село Себине, в центрі села                             | 1978 |                                                             |      |
| 25.  | 536             | Братська могила радянських воїнів (12 чоловік). | Село Суворівка, біля сільського клубу                  | 1955 |                                                             |      |
| 26.  | 537             | Братська могила радянських воїнів (119 чоловік) та пам'ятний знак на честь воїнів-земляків, загиблих в роки ВВВ. | Село Сухий Єланець, в центрі села                      | 1972 | 1972                                                        |      |
| 27.  | 531             | Пам'ятний знак на честь екіпажу танка під командуванням лейтенанта Рогозіна І. Т., який визволяв село Троїцьке в березні 1944 року.                                                                                            | Село Троїцьке, біля будинку культури                   | 1965 |                                                             |      |
| 28.  | 539             | Меморіальний комплекс: — могила сільського комуніста Жигильова І. І.; — могила сільського комуніста Т. М.; — Братська могила радянських воїнів (134 чоловіки); — пам'ятний знак на честь воїнів-земляків, загиблих в роки ВВВ. | Село Троїцьке, біля сільського клубу                   | 1966 |                                                             |      |
| 29.  | 524             | Братська могила радянських воїнів (25 чоловік) та пам'ятний знак на честь воїнів-земляків, загиблих в роки ВВВ. | Село Червоноволодимирівка, центр села                  | 1946 |                                                             |      |
| 30.  | 1131-а          | Пам'ятний знак на честь Березнігувато-Снігурівській операції. | Місто Нова Одеса, біля Кургану Слави (Київське шосе)   | _    |                                                             |      |
| 31.  | 1129            | Братська могила радянських воїнів (95 чоловік) та пам'ятний знак на честь воїнів-земляків, загиблих в роки ВВВ. | Місто Нова Одеса, біля церкви, парк Свободи            | 1965 |                                                             |      |
| 32.  | 534             | Братська могила радянських воїнів (164 чоловік) | Місто Нова Одеса (парк Перемоги)                       | 1969 |                                                             |      |
| 33.  | 533             | * Братська могила мирних жителів (104 чоловіки). | Місто Нова Одеса (Комсомольський парк)                 | 1983 |                                                             |      |
| 34.  | 1131            | Курган слави | Місто Нова Одеса (південна частина міста)              | 1975 | ск. Ю. Макушин, І. Макушина, арх. А. Кавун                  |      |
| 35.  | 1415            | Пам'ятний знак воїнам-визволителям | Місто Нова Одеса, вул. Леніна, біля кургану Слави      | 1978 |                                                             |      |

## Пам'ятки монументального мистецтва
| №п/п | Охоронний номер | Найменування пам'ятки           | Адреса                                 | Рік  | Автор                | Фото |
| ---- | --------------- | ------------------------------- | -------------------------------------- | ---- | -------------------- | ---- |
| 1.   | 1145            | Пам'ятник комсомольської слави; | Місто Нова Одеса (Комсомольський парк) | 1968 | ск. Л. Ф. Слободянюк |      |
| 2.   | 1144            | Пам'ятник Т. Г. Шевченка        | Місто Нова Одеса                       | 1965 |                      |      |
| 3.   | 1140            | * Пам'ятник Горькому О. М.      | Село Кандибине                         | 1953 |                      |      |
| 4.   | 1141            | * Пам'ятник Горькому О. М.      | Село Кандибине                         | 1967 |                      |      |